# The Lock-Up
The Lock-Up es una galería de arte público en Newcastle, Nueva Gales del Sur, Australia. La galería está ubicada en una antigua estación de policía y celdas de detención, que figura en el Registro del Patrimonio del Estado de Nueva Gales del Sur.

## Historia
Desde 1861 hasta 1982, el edificio utilizado como The Lock-Up funcionó como estación de policía, teniendo celdas de detención que fueron utilizadas para presos con penas cortas. Tras el cierre de la comisaría, en 1988 el lugar se convirtió en el Hunter Heritage Centre, que incluía un museo y una galería de arte. El espacio fue relanzado como The Lock-Up en septiembre de 2014, como una galería de arte contemporáneo multidisciplinaria dedicada. Los espacios de exposición incluyen varias celdas, una celda acolchada, un patio de ejercicios interior para prisioneros y una cantidad considerable de grafitis creados por prisioneros, todos los cuales se han mantenido en su forma original después de su conversión en una galería de arte.
En la galería se han realizado exposiciones performativas, incluida una que incorporó el grafiti original explorando los personajes de 'Sue y Dyan', cuyos nombres están tallados en las paredes de una de las celdas. El arte en la galería a menudo ha tratado temas de justicia social y penal, incluso sobre cuestiones como la crisis climática y la Comisión Real sobre Respuestas Institucionales al Abuso Sexual Infantil. Su exposición de 2018, justiceINjustice, una colaboración entre artistas y abogados que se centró en los errores judiciales, ganó un premio IMAGinE de los Museos y Galerías de Nueva Gales del Sur. La directora Jessi England también recibió el premio IMAGinE al mejor director ese mismo año.
The Lock-Up es una galería independiente sin fines de lucro. La galería recibe alrededor de $150 000 de financiación al año de Create NSW y recibe apoyo adicional de un programa de patrocinadores. En 2023, recibieron una subvención de 400 000 dólares de Creative Australia, y los fondos se proporcionarán durante cuatro años a partir de 2025. También recaudan fondos a través de una exposición anual titulada Collect. La galería suele realizar entre seis y siete exposiciones al año, generalmente con instalaciones originales, y también apoya un programa de artistas en residencia.
Artistas notables que exhibieron en The Lock-Up incluyen a Blak Douglas.